# Nestorianska stelen

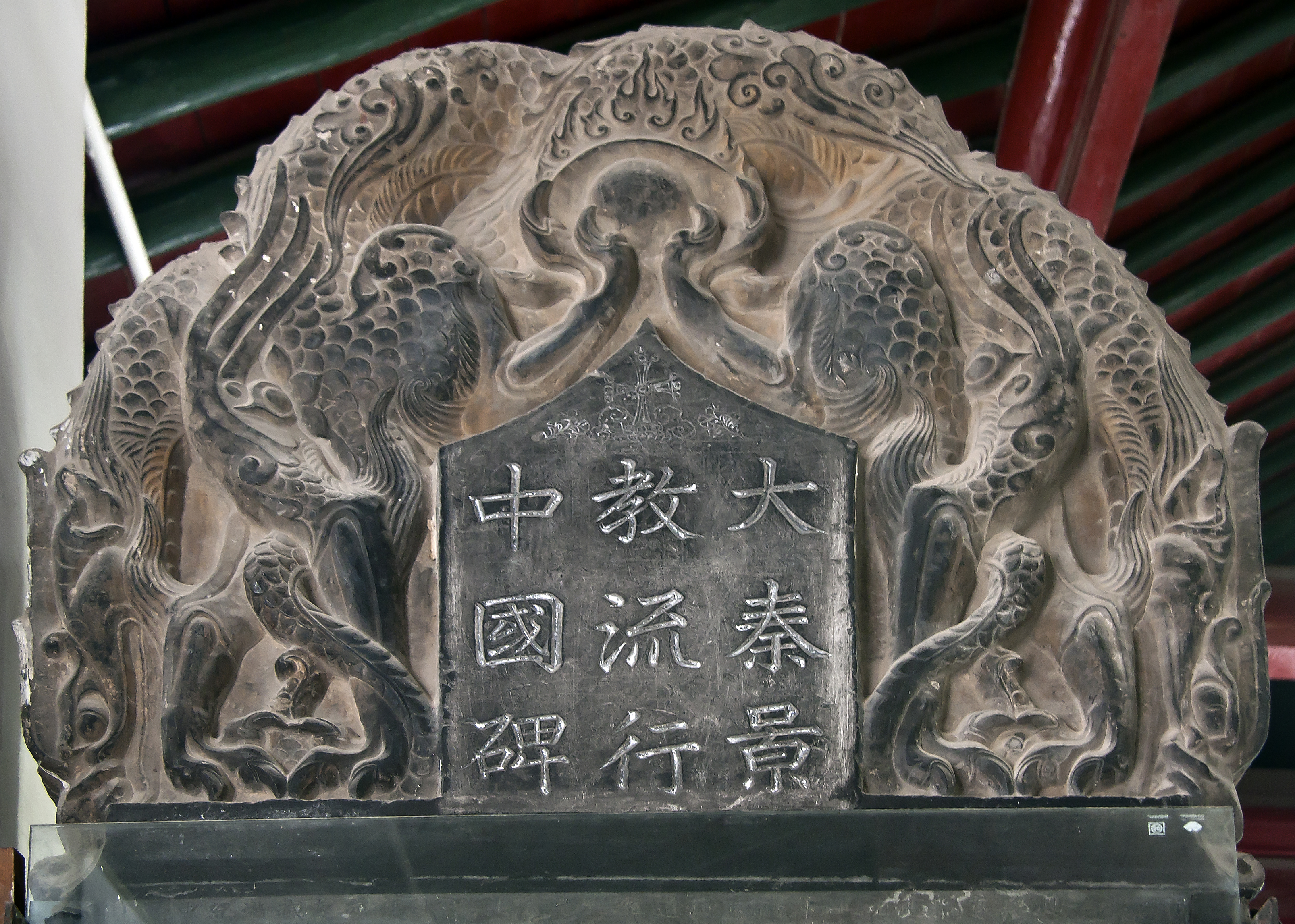
På toppen av stelen syns bland annat ett kristet kors.

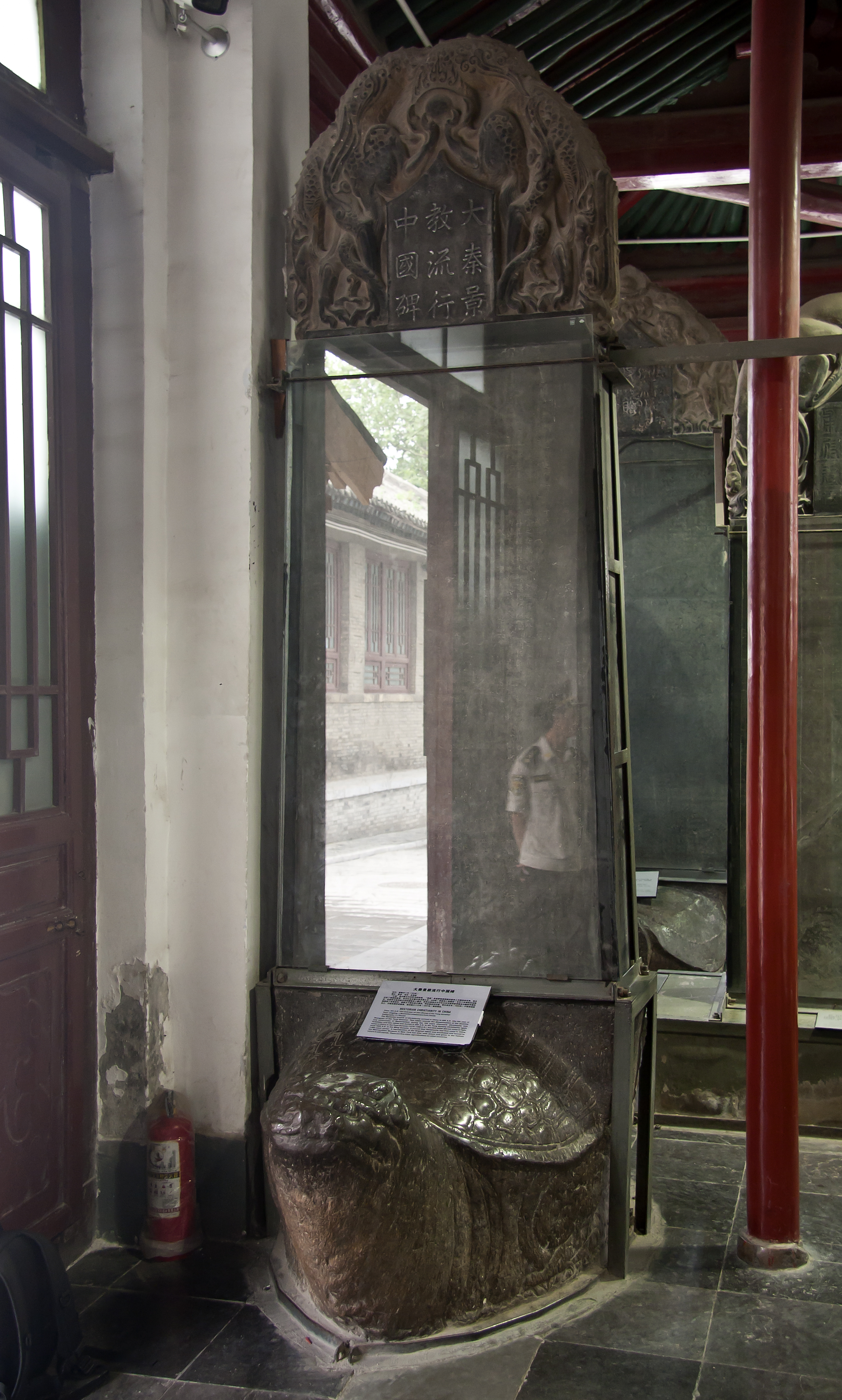
Stelen utställd i Xi'an, till största delen skyddad av glas.

Den nestorianska stelen är ett kristet stenmonument färdigställt år 781 i den dåvarande kinesiska huvudstaden Chang'an (nuvarande Xi'an). Stelen, som är nästan 3 meter hög och cirka 1 meter bred, utgör en viktig informationskälla om den assyriska missionen i Kina och därmed om kristendomens äldsta kända historia i landet. Bland annat visar stelens text på långtgående försök att kontextualisera den kristna tron genom att anknyta till koncept från konfucianismen, daoismen och buddhismen. Av texten framgår att den kristna kyrkan på 700-talet var representerad med kyrkor och kloster i alla det dåvarande Kinas tio provinser.
Stelen antas ha blivit begravd år 845 under förföjelser riktade mot buddhismen, men som också gick ut över kristendomen.
Den upptäcktes 1625 och står nu utställd på Beilinmuseet i centrala Xi'an.